# مسجد عبد الكريم الجيلي
مسجد ومرقد عبد الكريم الجيلي من مساجد بغداد القديمة في العراق، ويقع في جانب الرصافة، في شارع السنك، قرب جامع سيد سلطان علي، في محلة العبخانة، ويحتوي على مصلى حرم يتسع لأكثر من 300 مصل، وأمامه ساحة واسعة، والمسجد منسوب إلى الشيخ عبد الكريم الجيلي أحد ائمة الصوفية في العراق، ولهُ مؤلفات في التصوف منها كتاب (الكمالات) وكتاب (القاموس الأعظم)، وتوفي الشيخ عبد الكريم الجيلي في عام 805 هـ، في زبيد في اليمن وإما الضريح فهو لوالده، وكان المسجد متداعي الأركان فجددته وزارة الأوقاف والشؤون الدينية وهدم المسجد القديم في عقد الستينيات من القرن العشرين، وأعيد بناؤهُ مع بناء مدرسة في قسم من أرضه أستاجرتها وزارة التربية، وجعلتها مدرسة إعدادية للبنات باسم (إعدادية المنصور للبنات)، وشيد في البقية الباقية من الأرض مسجد حديث أصغر مساحة منه ولا صلة لهُ بهيئة المسجد القديم عام 1392هـ/1972م، وتقام في المسجد حالياً الصلوات الخمسة المكتوبة، وللمسجد ساحة وموقف للسيارات.